# Верлен
 Тази статия е за селището в Белгия.  За френския поет вижте Пол Верлен.  
Верлен (на френски: Verlaine) е селище в Югоизточна Белгия, окръг Юи на провинция Лиеж. Населението му е около 3500 души (2006).